# Giovanni XXIII (stacja metra)
Giovanni XXIII – stacja metra w Katanii, położona na jedynej linii sieci. Stacja została otwarta 20 grudnia 2016.
Stacja jest najważniejszym węzłem przesiadkowym całej linii i umożliwia podróżującym przesiadkę za pośrednictwem stacji kolejowej Catania Centrale na pociągi regionalne i dalekobieżne.